# Swintonia foxworthyi
Swintonia foxworthyi är en sumakväxtart som beskrevs av Adolph Daniel Edward Elmer. Swintonia foxworthyi ingår i släktet Swintonia och familjen sumakväxter. Inga underarter finns listade i Catalogue of Life.